# Patricia Bostrom
Patricia Bostrom (25 novembre 1951) è un'ex tennista statunitense.

## Carriera
In carriera ha raggiunto 3 finali di doppio. Nei tornei del Grande Slam ha ottenuto il suo miglior risultato raggiungendo le semifinali di doppio agli Australian Open nel 1977, in coppia con l'australiana Kym Ruddell, e di doppio misto all'Open di Francia nel 1978, in coppia con William Lloyd.

## Statistiche

### Doppio

#### Finali perse (3)
| Numero | Anno             | Torneo                             | Superficie | Compagna       | Avversarie in finale         | Punteggio |
| 1.     | 25 marzo 1973    | Virginia Slims of Akron, Akron     | Sintetico  | Michèle Gurdal | Patti Hogan Sharon Walsh     | 5-7, 4-6  |
| 2.     | 27 novembre 1977 | Sunsmart Victorian Open, Melbourne | Erba       | Kym Ruddell    | Evonne Goolagong Betty Stöve | 3-6, 0-6  |
| 3.     | 12 febbraio 1978 | Virginia Slims of Seattle, Seattle | Sintetico  | Marita Redondo | Kerry Reid Wendy Turnbull    | 2-6, 3-6  |